# Reno County
Reno County ist ein County im Bundesstaat Kansas der Vereinigten Staaten. Der Verwaltungssitz (County Seat) ist Hutchinson. Das U.S. Census Bureau hat bei der Volkszählung 2020 eine Einwohnerzahl von 61.898 ermittelt.

## Geographie
Das County liegt im mittleren Süden von Kansas, ist etwa 80 km von Oklahoma entfernt und hat eine Fläche von 3293 Quadratkilometern, wovon 44 Quadratkilometer Wasserfläche sind. Es grenzt im Uhrzeigersinn an folgende Countys: Rice County, McPherson County, Harvey County, Sedgwick County, Kingman County, Pratt County und Stafford County.

## Geschichte
Reno County wurde am 26. Februar 1867 gebildet. Benannt wurde es nach Jesse L. Reno, einem General der Nordstaaten im Amerikanischen Bürgerkrieg, der bei der Schlacht am South Mountain fiel.
20 Bauwerke und Stätten des Countys sind im National Register of Historic Places eingetragen (Stand 30. August 2017).

## Demografische Daten
Nach der Volkszählung im Jahr 2000 lebten im Reno County 64.790 Menschen in 25.498 Haushalten und 17.313 Familien im Reno County. Die Bevölkerungsdichte betrug 20 Einwohner pro Quadratkilometer. Ethnisch betrachtet setzte sich die Bevölkerung zusammen aus 91,56 Prozent Weißen, 2,88 Prozent Afroamerikanern, 0,58 Prozent amerikanischen Ureinwohnern, 0,45 Prozent Asiaten, 0,04 Prozent Bewohnern aus dem pazifischen Inselraum und 2,69 Prozent aus anderen ethnischen Gruppen; 1,81 Prozent stammten von zwei oder mehr Ethnien ab. 5,65 Prozent der Bevölkerung waren spanischer oder lateinamerikanischer Abstammung.
Von den 25.498 Haushalten hatten 30,3 Prozent Kinder unter 18 Jahren, die mit ihnen gemeinsam lebten. 55,9 Prozent waren verheiratete, zusammenlebende Paare, 8,7 Prozent waren allein erziehende Mütter und 32,1 Prozent waren keine Familien. 27,9 Prozent aller Haushalte waren Singlehaushalte und in 12,1 Prozent lebten Menschen mit 65 Jahren oder darüber. Die Durchschnittshaushaltsgröße betrug 2,41 und die durchschnittliche Familiengröße betrug 2,94 Personen.
24,5 Prozent der Bevölkerung waren unter 18 Jahre alt. 9,3 Prozent zwischen 18 und 24 Jahre, 26,9 Prozent zwischen 25 und 44 Jahre, 22,9 Prozent zwischen 45 und 64 Jahre und 16,4 Prozent waren 65 Jahre alt oder älter. Das Durchschnittsalter betrug 38 Jahre. Auf 100 weibliche Personen kamen 100,9 männliche Personen. Auf 100 erwachsene Frauen ab 18 Jahren kamen 99,0 Männer.
Das jährliche Durchschnittseinkommen eines Haushalts betrug 35.510 USD, das Durchschnittseinkommen einer Familie betrug 42.643 USD. Männer hatten ein Durchschnittseinkommen von 31.495 USD, Frauen 21.329 USD. Das Prokopfeinkommen betrug 18.520 USD.
8,1 Prozent der Familien und 10,9 Prozent der Bevölkerung lebten unterhalb der Armutsgrenze.

## Orte im County
- Abbyville
- Adams Corner
- Arlington
- Buhler
- Castleton
- Cruppers Corner
- Darlow
- Elmer
- Haven
- Huntsville
- Hutchinson
- Langdon
- Lerado
- Medora
- Nickerson
- Obeeville
- Partridge
- Plevna
- Pretty Prairie
- Punkin Center
- South Hutchinson
- Sylvia
- Turon
- Whiteside
- Willowbrook
- Yaggy
- Yoder

Townships
- Albion Township
- Arlington Township
- Bell Township
- Castleton Township
- Center Township
- Clay Township
- Enterprise Township
- Grant Township
- Grove Township
- Haven Township
- Hayes Township
- Huntsville Township
- Langdon Township
- Lincoln Township
- Little River Township
- Loda Township
- Medford Township
- Medora Township
- Miami Township
- Ninnescah Township
- Plevna Township
- Reno Township
- Roscoe Township
- Salt Creek Township
- Sumner Township
- Sylvia Township
- Troy Township
- Valley Township
- Walnut Township
- Westminster Township
- Yoder Township